# Казанский собор (Оренбург)
Казанский собор — утраченный православный храм в Оренбурге, бывший кафедральный собор Оренбургской епархии Русской Православной Церкви. Был построен неовизантийском стиле в 1888—1894 годах. Являлся одним из главных символов города. Разрушен коммунистами в 1930-х.

## История
В связи с тем, что прежние два соборных храма — Преображенский и Введенский — перестали отвечать потребностям разросшегося города, генерал-губернатор Оренбурга Крыжановский в начале 1870-х годов выдвинул идею постройки нового кафедрального храма и начал всероссийский сбор средств и пожертвований. Первоначальные проекты членов Императорской академии художеств Леонова и Шреттера были дорогостоящими и не устроили оренбургский комитет. Спустя несколько лет менее дорогостоящий проект разработал академик архитектуры Александр Ященко, ставший также автором Вознесенского собора в Новочеркасске. В 1888 году начались строительные работы, продолжавшиеся до 1894 года под руководством городского архитектора Д. П. Корина. Поскольку деньги в бюджете закончились, дополнительные 30 тысяч рублей на устройство иконостаса, писание икон и отливку колоколов пожертвовала купчиха Мария Львовна Иванова. Колокола отливал московский мастер, трудившийся над колоколами для Храма Христа Спасителя. Главный колокол весил около 11,6 тонн.
Храм был построен в неовизантийском стиле с выдающимся посередине обширным куполом, который с трёх сторон облегали три полукупола, а между ними красиво возвышались четыре колокольни. Внутри собор был художественно расписан живописью и орнаментами. Кроме главного алтаря, в соборе были устроены два придела: во имя Святителя Николая Мирликийского чудотворца и преподобного Сергия Радонежского. В соборе находилась точная копия иконы Казанской Богоматери, почитаемой как чудотворная. На главном иконостасе находились иконы работы художника Владимира Маковского, а на одном из пилястров была помещена его большая картина «Явление Богоматери преподобному Сергию».
В 1891 году по возвращении из путешествия по Китаю и Японии строящийся храм посетил цесаревич Николай Александрович.
В начале 1930-х годов, на всесоюзной волне сноса культовых сооружений, было принято решение об уничтожении храма. Первые взрывы были произведены в 1932 году, но храм не сразу поддался разрушению и снос был окончательно завершён лишь в 1936 году. Так же в 1932 году погиб близнец Оренбургского Казанского собора — Александро-Невский собор в Волгограде.
На месте взрыва в сквере возле Дома Советов был поставлен памятный знак.
31 октября 2001 года состоялось освящение собора в честь Казанской иконы Божией Матери в Северном жилом районе Оренбурга. Его можно считать преемником Казанского собора, правда выстроенным в другом месте и несколько ином стиле с учётом древнерусских традиций